# Vikingamarknaden
Vikingamarknaden är en årlig marknad i Vikingabyn i Saltvik på Åland i Finland, som arrangeras av Fornföreningen Fibula. Marknaden hålls den sista torsdagen, fredagen och lördagen i juli varje år. Evenemanget genomfördes första gången år 2000, då det drog cirka tusen personer. År 2013 besöktes marknaden av drygt 7 000 personer.
Till marknaden kommer folk från hela Norden, men även från andra närliggande länder. På marknaden säljs bland annat: tvålar, godis, vikingaplättar, sköldar, svärd, smycken, kläder och flöjter. Det finns skådespeleri på plats och vikingatida slagsmål. På kvällarna, när det har mörknat, förekommer ofta eldshower.